# Carl Fredric Nordenskiöld den äldre
Carl Fredric Nordenskiöld den äldre, tidigare Nordenberg, ursprungligen Norberg, född 29 september 1702 på Savijärvi, Sibbo socken, Finland, död 19 mars 1779 på Eriksnäs, Sibbo, var en svensk militär och ekonomisk skriftställare.

## Biografi
Carl Fredric Nordenskiöld var son till Johan Erik Norberg (död 1740) och Maria Christina Björnmarck, som var dotter till en myntinspektor. Han antog, i likhet med sina syskon, namnet Nordenberg. Han blev 1716 volontär vid Fortifikationen, där han, som 1740–1741 iståndsatt befästningarna vid Tavastehus, 1741 befordrades till kapten. Samma år började han hålla publika föreläsningar i Riddarhuspalatset, men i samband med Hattarnas ryska krig sändes han snart till Finland för att uppföra åtskilliga fortifikatoriska "nödfallsverk".
Efter 1743 års fredsslut med Ryssland utsågs Nordenskiöld till styresman för uppmätningen av den nya gränsen mot detta land, blev 1745 major, anordnade 1747 försvarsanstalter vid Tvärminne och Hangö udd, avancerade 1755 till generalkvartermästarlöjtnant, förestod 1757–1760 fortifikationsdirektionen i Stockholm och blev 1762 överste och chef för finska fortifikationsbrigaden. Han erhöll redan 1763 avsked, varefter han drog sig tillbaka till sin egendom Frugård i Mäntsälä socken i Nyland.
1751 adlades han med namnet Nordenskiöld tillsammans med sin bror Anders Johan. Han var vid riksdagen 1755–1756 medlem av sekreta utskottet och den av detta tillsatta finska beredningsdeputationen (även kallad "deputerade för hushållningens upphjälpande i Finland") samt slöt sig till hattpartiet. Mera betydande än som politiker var han som lantbrukare och ekonomisk skriftställare. Hans egendom Frugård var med underlydande lägenheter en mönstergård, där trädgårdsskötsel, fruktodling, bruks- och sågverksrörelse drevs i stor skala.
Han kallades, liksom brodern Anders Johan, 1739 till medlem av Vetenskapsakademien och bidrog med flera fysikaliska, naturvetenskapliga och ekonomiska rön till dess handlingar. Då han 1758 nedlade presidiet i akademien, höll han ett tal Om nyttan af öfverflödigt vattens uttappande utur insjöar, kärr och mossar i Finland, och hans svar på akademiens fråga Om bästa sättet att uppodla mosslupna ängar ansågs vara av stort värde.
Nordenskiöld var gift med sin brors svägerska, Hedvig Märta Ramsay, dotter till överstelöjtnant Axel Wilhelm Ramsay och Margareta Nöding. Sonen Otto Henrik Nordenskjöld upphöjdes till friherre, den andre sonen August Nordenskiöld var en berömd alkemist, och tredje sonen Carl Fredric Nordenskiöld den yngre en känd författare.

## Utmärkelser
- Riddare av Svärdsorden,  1749[6]

[Redigera Wikidata]